# Аки-Нада
Аки-Нада (яп. 安芸灘) — плёс в западной части Внутреннего Японского моря. Расположен между юго-западом префектуры Хиросима и северо-западом префектуры Эхиме. Назван в честь исторической провинции Аки.
На севере ограничен островами Осаки-Симо, Ками-Камагари, Симо-Камагари и Курахаси, на востоке — проливом Курусима-Кайкё, на юге — полуостровом Таканава острова Сикоку (префектура Эхиме), а на западе — островом Иё-Нака. Протяжённость с севера на юг — 30 км, с запада на восток — 45 км. Восточная часть плёса называется плёсом Ицуки-Нада. Соединяет западную и восточную части Внутреннего Японского моря, а также крупные города региона — Хиросима, Куре и Мацуяма.
Плёс Аки-Нада богат рыбой, особенно спаровыми и скумбрией. Является зоной повышенной сейсмологической активности.